# Sielsowiet Kamienka (rejon kormański)
Sielsowiet Kamienka (biał. Каменскі сельсавет, Kamienski sielsawiet; ros. Каменский сельсовет) – sielsowiet na Białorusi, w obwodzie homelskim, w rejonie kormańskim, z siedzibą w Kamiencie.

## Demografia
Według spisu z 2009 sielsowiet Kamienka zamieszkiwało 592 osób, w tym 580 Białorusinów (97,97%), 6 Rosjan (1,01%), 5 Ukraińców (0,84%) i 1 osoba, która nie podała żadnej narodowości.

## Geografia i transport
Sielsowiet położony jest w północnej części rejonu kormańskiego, na północny zachód od stolicy rejonu Kormy, z którą, na krótkim odcinku, graniczy.

## Miejscowości
- wsie:
  - Biarozauka
  - Bor
  - Janauka
  - Kamienka
  - Kuczyn
  - Lebiadziouka
- osiedle:
  - Pakrouski